# آرثر ميتشيل
آرثر ميتشيل (بالإنجليزية: Arthur Mitchell)‏ (و. 1950 – م) هو سياسي، من كندا، ولد في نيو روتشيلي، نيويورك.

## مناصب
تولى منصب Member of the Yukon Legislative Assembly.